# M-4 (Montenegro)
De M-4 of Magistralni Put 4 is een hoofdweg in Montenegro. De weg loopt van de hoofdstad Podgorica naar de grens met Albanië bij Božaj. In Albanië gaat de weg verder als SH1 naar Shkodër. 
De M-4 is ongeveer 22 kilometer lang en over de gehele lengte onderdeel van de E762, die loopt van Sarajevo naar de grens met Albanië bij Božaj.

## Geschiedenis
In de tijd dat Montenegro bij Joegoslavië hoorde, was de 
weg onderdeel van de Joegoslavische hoofdweg M18. Deze weg liep van Hongarije via Sombor, Tuzla, Sarajevo, Nikšić en Podgorica naar Albanië. Na het uiteenvallen van Joegoslavië en de onafhankelijkheid van Montenegro behield de weg haar nummer in Montenegro. In 2016 werden de wegen in Montenegro opnieuw ingedeeld, waarbij de M-18 tussen de grens met Bosnië en Herzegovina en Podgorica werd omgenummerd in M-3. De M-18 tussen Podgorica en de grens met Albanië werd omgenummerd in M-4.